# PolandJa
PolandJa – polski film komediowy z 2017 roku w reżyserii Cypriana T. Olenckiego, zrealizowany na podstawie powieści Cięcia oraz Znieczulenie miejscowe Dawida Kornagi.

## Fabuła
Akcja filmu rozgrywa się w Warszawie, gdzie w prowadzonej przez Turków kebabowni spotykają się różni ludzi przeżywający nietypowe zdarzenia w ich życiu – Sobkowiak bumelujący w pracy nawiązuje kontakt z niespodziewanie zwolnioną i bardziej wydajną Jolą, pewien nieszczęśliwie zakochany policjant niespodziewanie doradza się u złodzieja w sprawach miłosnych, zaprzyjaźniony z dilerem narkotyków Kaczorem student Artur nie wiadomo skąd ma węża boa i nie wie jak się go pozbyć, nacjonalistka Iwo zamierza ustawić bliskowschodnich imigrantów do pionu, biznesmen Szymon Bobrowicki niemający czasu dla własnej córki natrafia na jednego kloszarda, a studentka Pola umawiająca się z jednym pracownikiem kebabowni próbuje zdać egzamin u swego profesora.

## Obsada
- Izabela Kuna jako Jola
- Grzegorz Małecki jako Sobkowiak
- Marek Bukowski jako policjant
- Jacek Beler jako złodziej Władek
- Jakub Gierszał jako Artur
- Paweł Domagała jako diler Kaczor
- Roma Gąsiorowska jako Iwo
- Michał Żurawski jako Eryk
- Szymon Bobrowski jako Szymon Bobrowicki
- Janusz Chabior jako kloszard
- Alicja Juszkiewicz jako Pola
- Jerzy Radziwiłowicz jako profesor
- Hakan Demir jako Akin
- Ahmet Kucukarslan jako Husejn
- Borys Szyc jako żołnierz Muszyński
- Kantar Eray jako rzeźnik
- Marcin Kwaśny jako Jacek
- Tomasz Sobczak jako mąż Joli
- Alicja Dąbrowska jako HR
- Ewa Błaszczyk jako matka Artura
- Piotr Galia jako strażnik w zoo
- Robert Czebotar jako właściciel sklepu zoologicznego
- Katarzyna Kwiatkowska jako pracownica w biurze rzeczy znalezionych
- Łukasz Czubak jako skinhead #1
- Przemysław Modliszewski jako skinhead #2
- Jarosław Golec jako psiarz
- Hanna Konarowska jako żona Szymona (głos)
- Orina Olencka jako córka Szymona
- Jan Wierzbicki jako wuefista
- Katarzyna Zawadzka jako przyjaciółka Poli
- Piotr Łaznowski jako Dingo
- Dawid Kornaga jako mężczyzna w balansach
- Maciej Cymorek jako student artysta
- Paweł Koślik jako bojaźliwy mężczyzna

Źródło: